# Лінія C (Рим)
Лінія Чі (італ. Linea C) — лінія Римського метрополітену, що будується (названа по третій букві італійської абетки). Вона буде перетинати місто з південного сходу на північний захід і включатиме в себе 30 станцій. Кінцеві — «Монте Компатрі — Пантано» та «Клодіо — Мадзіні». Лінія позначається зеленим кольором. 
Останнім часом будується. Лінія піде від зони Гроттароссо на півночі Ватикану до Пантано. Стане першою, яка вийде за межі міста. Перетин з лінією А буде на станціях «Сан Джованні» та «Оттавіано», а з лінією Бі на станції «Колоссео». Перетин із запланованою лінією Ді буде на станції «Пьяцца Венеція». 
Перша частина лінії повинна біла відкритися в червні 2012 і включати в себе 15 станцій від «Ченточелле» до «Пантано». Друга частина продовжить лінію до «Лоді» та включатиме в себе ще 6 станцій та біла запланована на грудень 2012. У грудні 2013 повинна була стати закінченою ділянка, що з'єднує лінію Чі зі станцією «Сан Джованні» лінії А. До грудня 2015 планувалося завершити будівництво ще двох станцій та пов'язати нову лінію з лінією Бі на станції «Колоссео». Заключна частина лінії повинна була відкритися у грудні 2018. 
Дати відкриття ділянок можуть бути скориговані. Рим — одне з найстаріших міст світу і при будівництві регулярно виникають перешкоди, пов'язані з численними археологічними знахідками. Якщо прокладка тунелів можлива нижче рівня розташування більшості розкопок, то висновок на поверхню вентиляційних шахт і виходів зі станцій викликає чимало складнощів. Розпочате будівництво третьої лінії було фактично відразу ж призупинено: під час проведення попередніх екскаваторних робіт будівельники виявили археологічні об'єкти, що потенційно мають велику історичну і культурну цінність. Зокрема, віднайдено фрагменти стародавньої забудови. Викликані спеціально археологи продовжили розкопки і встановили, що йдеться про велику несподіванку — ще один римський амфітеатр, імовірно, збудований в часи правління імператора Адріана у ІІ столітті нашої ери. Відтак, роботи зі зведення 3-ї лінії метрополітену в Римі, відтерміновано принаймні на 2 роки.